# Phaeosphaeria marcyensis
Phaeosphaeria marcyensis är en svampart som först beskrevs av Charles Horton Peck och som fick sitt nu gällande namn av Lennart Holm och Kerstin Holm. 
Phaeosphaeria marcyensis ingår i släktet Phaeosphaeria, familjen Phaeosphaeriaceae och divisionen sporsäcksvampar. Arten är reproducerande i Sverige.